# Sena e Marne
Sena e Marne ou, na sua forma portuguesa, Sena e Marna (em francês:  Seine-et-Marne) é um departamento da França localizado na região da Île-de-France. Sua capital é a cidade de Melun.

## História
O departamento foi criado durante a Revolução Francesa, em 4 de Março de 1790 em conformidade com a lei de 22 de Dezembro de 1789, a partir de uma parte da província de Ilha de França e de Champanhe e de uma micro-parte do Orleanês.

O Sena e Marne e as províncias que ocupam seu território antes de 1790: a Champanhe, a Ilha de França e o Orleanês.

## Geografia
O departamento do Sena e Marne está localizado na metade oriental da Região de Île-de-France, sua superfície representa 49% da região. Faz divisa com os departamentos de Val-d'Oise, Seine-Saint-Denis, Vale do Marne e Essonne a oeste, Loiret e Yonne ao Sul, Aube e Marne a leste, Aisne e Oise ao norte.
O departamento possui muitas reservas naturais, as principais são: Brie e Gâtinais.
O ponto mais alto do departamento é o monte Saint-George com 215 m de altura.
As principais cidades são: Chelles, Torcy, Pontault-Combault, Lagny-sur-Marne, Coulommiers, Nemours, Meaux, Melun, Montereau-Fault-Yonne, Brie-Comte-Robert, Provins, Fontainebleau, Marne-la-Vallée e Sénart.